# 荒木大輔
荒木 大輔（あらき だいすけ、1964年5月6日 - ）は、東京都調布市出身の元プロ野球選手（投手、右投右打）、野球解説者・野球評論家、YouTuber。
妻は元女優・モデルの相田寿美緒。
甘いルックスから高校野球時代にアイドル的人気を誇り、空前の「大ちゃんフィーバー」を巻き起こした。

## 経歴

### プロ入り前
調布市にて工務店の3人兄弟の三男として生まれる。二人の兄と同じリトルリーグ・調布リトル（調布リーグ）に入団。1976年の小学6年生の時には投手兼三塁手として全日本リトルリーグ野球選手権大会優勝と極東大会に優勝し、リトルリーグ・ベースボール・ワールドシリーズ（世界大会）でも優勝。世界大会準決勝のプエルトリコ戦ではノーヒットノーランも達成した。なお、2人の兄も調布リトルで日本一になっている。
調布市立神代中学校在学時も調布シニアで活躍、高校は早稲田実業を受験し合格、兄に続いての早実入学を果たした。なお、早実の同級生には1年時よりともに活躍をした小沢章一と黒柳知至の他、石井丈裕や松本達夫、1学年下には中学校、調布リトルシニアを通じての後輩でもある板倉賢司や上福元勤らがいた。
1980年に早実入学後は、第62回全国高等学校野球選手権大会と東東京大会で1年生ながら控えの三塁手としてベンチ入り。東東京大会開始直前に2年生エース芳賀誠（早大 - 日本IBM）が故障したことにより投手として起用され、準決勝で選抜準優勝の優勝候補の帝京を3安打完封。二松学舎大付との決勝でも先発を任され、二松学舎大付に先制を許すも自軍の活発な打線と荒木の完投勝利により早実が10-4で快勝。チームを2年ぶりの夏の甲子園に導いた。
甲子園大会では初戦の北陽（大阪）戦を含めた5試合に先発し4完封、44回1/3連続無失点の力投で決勝進出の大きな原動力となるが、決勝ではエース愛甲猛、好守好打の安西健二を擁する優勝候補の横浜に初回先制され無失点記録がストップし、その後も小刻みに追加点を許し4-6で敗れ準優勝に終わった。
この時の甲子園での大活躍に加え、端正かつ爽やかなルックスとが相まって、中高生を中心とした幅広い女性ファンから絶大なる支持と人気を集め、以降、荒木が高校野球を引退するまで移動のバスや練習グラウンド、試合前後の球場内外を大勢の女性ファンが取り囲むという光景が、この時代の風物詩になるとともに一大ムーヴメントとなった。
この大会を含めて、早実は荒木が在学中の春と夏の甲子園大会に5季連続で出場。世間では「大輔」が新生児の人気名前ランキングの1位に上がるなど空前ともいえる「大ちゃんフィーバー」が社会現象として巻き起こった。
3年時の1982年夏の甲子園準々決勝では畠山準や水野雄仁、江上光治らを擁する徳島・池田と対戦するが、試合前に降った降雨の影響によるグラウンドコンディションの悪化や池田の活発な長打と本塁打攻勢の前に、先発の荒木、リリーフの石井ともに飲み込まれてしまう結果となり、終わってみれば2-14という戦前の予想を大きく覆す大差をつけられる形で高校野球生活最後の夏を終えた。
ちなみに、学年が上がるごとに甲子園での成績が伸び悩んでしまったことについて荒木本人は、「1年時は球に適度に球威がなかったことで打者の手元で伸びず、ナチュラルに沈んでバットの芯を外れていた球が、学年が上がるにつれ球速、投球技術の向上に伴い逆に打者にとっては打ち頃のボールが多くなってしまっていたのではないか。」と後年分析している。
1982年秋のドラフト会議ではヤクルトスワローズと読売ジャイアンツが1位指名し競合、抽選の結果ヤクルトが交渉権を獲得。当初は早大への進学を表明していたが、自宅での直接交渉を受けたオーナーの松園尚巳の話を聞いてプロ入りに傾き、入団に同意した。背番号は11。

### ヤクルト時代
ヤクルトスワローズ入団後も高校時代を上回る空前絶後の人気となり、荒木を囲むファンの混乱を避けるため、神宮球場のクラブハウスと球場を結ぶ専用の移動用地下道が使用された。これは「荒木トンネル」と呼ばれ、その後もヤクルトの選手が球場に向かうときに使用することがある。なお、このトンネルの建設経緯について、荒木は「このトンネルは入団した時点で既に存在したもの」とする、一方で東京新聞は「明治神宮外苑七十年誌」を引用し、荒木のために作ったトンネルであるとしており食い違いが見られ、神宮球場も公式サイトで「（1983年）6月3日」と具体的な日付を入れ、「熱狂的なファンから守るため、クラブハウスから球場に通じる地下通路を新設しました」としている。
1985年後半から先発ローテーション入り。
1986年には開幕投手を務める。ファン投票第1位で選出された同年のオールスターゲームでは第1戦に先発登板し、打者10人に対し1安打失点0に抑えた。
1987年から関根潤三監督が就任し、荒木は開幕投手のほか10勝を挙げるなどヤクルトの主軸投手として活躍する。
1988年シーズン中盤に肘痛を発症。8月27日、アメリカでフランク・ジョーブ執刀の下で側副靱帯再建手術（トミー・ジョン手術）を受ける。しかし、リハビリを急いだため移植した腱をまた切ってしまい、翌年に再手術。
1991年には椎間板ヘルニアの治療も受けた。
1992年9月24日の対広島22回戦で7回二死走者一塁の場面で登板し、1988年7月6日の対大洋戦以来となる1541日ぶりの一軍登板を果たした。27日の阪神戦で中継ぎ登板した後、10月3日の中日戦に先発し7回を無失点に抑え、88年5月6日以来4年ぶりの勝利を挙げると、優勝決定試合となった10月10日の阪神戦に先発し、5回1失点で2勝目を挙げた。シーズン終盤に復帰して2勝を挙げチームの14年ぶりリーグ優勝に救世主的な役割を果たしたことが評価され、10月15日にセ・リーグ会長特別賞の受賞が決定。西武ライオンズとの日本シリーズでも登板し、第2戦、第6戦に先発した。
1993年は開幕から先発ローテーションに加わり、5月9日の対巨人6回戦では7年ぶりの完封勝利を挙げた。シーズンでは101回を投げて防御率3.92、8勝4敗。西武ライオンズとの日本シリーズでは初戦で先発勝利を挙げ、チームも日本一となる。
1994年はシーズン後半からローテーションを外れる。
1995年は一軍登板が無く、戦力外となる。

### 横浜時代
同年オフ、早実の先輩でもあり自身がルーキー時代にバッテリーを組んだこともある大矢明彦新監督率いる横浜ベイスターズへ無償トレードで移籍。
1996年は投球フォームをノーワインドアップにしたり腕をサイドスロー気味に下げたりと試行錯誤はしたものの勝ち星は挙げられず、この年限りで現役を引退した。同年10月9日の古巣ヤクルト戦（明治神宮野球場）で引退試合が行われた。自身は先発登板し、1回を三者凡退に抑えて降板。最後の打者はかつてバッテリーを組んだ古田敦也で、139km/hのストレートで三振に打ち取った。

### 現役引退後
1997年から1998年までは、テレビ朝日・文化放送野球解説者、日刊スポーツ野球評論家に就任。
1999年にはメジャーリーグのクリーブランド・インディアンス傘下（AA）であるアクロン・エアロズにコーチ留学。
2000年から2003年までは、NHK野球解説者・日刊スポーツ野球評論家を務め、その間の2001年には第34回IBAFワールドカップ日本代表投手コーチも経験。
2004年に西武ライオンズ一軍投手コーチへ就任。
2007年、1981年以来26年ぶりのBクラスに終わったチームの成績不振の責任を取り監督の伊東勤と共に辞任。
同年オフ、古巣・ヤクルトへ一軍投手コーチとして復帰。2011年からはチーフコーチを兼任した。
2013年から投手コーチ専任、救援防御率リーグ最下位、チーム防御率は3年連続リーグ5位と低迷し、最下位低迷の一因となった。同年10月9日に球団から契約満了に伴い退団することが発表された。
2014年からは、NHK・BSのメジャーリーグ中継で野球解説を担当。サンケイスポーツの野球評論家も務めた。また、早実時代の甲子園大会における大活躍から、この年はNHK大阪放送局の『ニューステラス関西』（平日夕方の関西ローカルニュース番組）という番組内において、「荒木大輔の高校野球100年」という特集のナビゲーターとして元・高校球児への取材活動を幅広く行った。2015年度から、日本ハム二軍監督就任決定の2017年度上半期まで、NHK福岡の夕方6時台のニュース番組「ロクいち!福岡」ではソフトバンクホークスの解説を節目に行った。2016年からはNHKのプロ野球解説者を務めた。
2017年10月23日、体調不良のため同年限りで退任した田中幸雄の後任として、2018年シーズンより北海道日本ハムファイターズの二軍監督を務めることが発表された。
2019年から2020年は二軍監督兼投手コーチを務めた。
2021年は一軍投手コーチ。10月31日、契約満了に伴い退団することが発表された。
2022年からはNHK BS1・日本テレビ・テレビ朝日・フジテレビ（以上本数契約。系列BS・CS放送を含む）・文化放送・GAORAの野球解説者、サンケイスポーツの野球評論家を務める。
2024年5月22日、千葉県大学野球リーグに加盟する城西国際大学硬式野球部のコーチに就任することが発表された。

## 選手としての特徴
ストレートとカーブ、シュートを投げていた。故障後はシンカー気味のボールも投げていた。

## 詳細情報

### 年度別投手成績
| 年 度      | 球 団      | 登 板 | 先 発 | 完 投 | 完 封 | 無 四 球 | 勝 利 | 敗 戦 | セ 丨 ブ | ホ 丨 ル ド | 勝 率 | 打 者 | 投 球 回 | 被 安 打 | 被 本 塁 打 | 与 四 球 | 敬 遠 | 与 死 球 | 奪 三 振 | 暴 投 | ボ 丨 ク | 失 点 | 自 責 点 | 防 御 率 | W H I P |
| ---------- | ---------- | ----- | ----- | ----- | ----- | -------- | ----- | ----- | -------- | ----------- | ----- | ----- | -------- | -------- | ----------- | -------- | ----- | -------- | -------- | ----- | -------- | ----- | -------- | -------- | ------- |
| 1983       | ヤクルト   | 15    | 4     | 0     | 0     | 0        | 1     | 0     | 0        | --          | 1.000 | 137   | 28.2     | 32       | 4           | 19       | 1     | 1        | 14       | 2     | 0        | 20    | 19       | 5.97     | 1.78    |
| 1984       | ヤクルト   | 22    | 7     | 0     | 0     | 0        | 0     | 5     | 0        | --          | .000  | 245   | 52.2     | 64       | 14          | 22       | 2     | 4        | 27       | 3     | 1        | 43    | 42       | 7.18     | 1.63    |
| 1985       | ヤクルト   | 19    | 16    | 4     | 1     | 0        | 6     | 7     | 0        | --          | .462  | 466   | 108.2    | 104      | 18          | 35       | 2     | 5        | 47       | 2     | 0        | 57    | 52       | 4.31     | 1.28    |
| 1986       | ヤクルト   | 32    | 22    | 6     | 1     | 0        | 8     | 13    | 2        | --          | .381  | 668   | 157.2    | 176      | 16          | 41       | 4     | 2        | 83       | 3     | 1        | 89    | 80       | 4.57     | 1.38    |
| 1987       | ヤクルト   | 31    | 25    | 5     | 0     | 1        | 10    | 9     | 0        | --          | .526  | 641   | 151.0    | 168      | 29          | 32       | 3     | 4        | 72       | 6     | 0        | 90    | 85       | 5.07     | 1.32    |
| 1988       | ヤクルト   | 12    | 8     | 3     | 0     | 0        | 3     | 3     | 0        | --          | .500  | 231   | 55.2     | 50       | 13          | 9        | 1     | 2        | 21       | 2     | 0        | 31    | 27       | 4.37     | 1.06    |
| 1992       | ヤクルト   | 4     | 2     | 0     | 0     | 0        | 2     | 0     | 0        | --          | 1.000 | 47    | 13.0     | 8        | 0           | 4        | 0     | 0        | 9        | 0     | 0        | 1     | 1        | 0.69     | 0.92    |
| 1993       | ヤクルト   | 21    | 17    | 2     | 1     | 0        | 8     | 4     | 0        | --          | .667  | 427   | 101.0    | 114      | 20          | 22       | 3     | 2        | 56       | 1     | 0        | 44    | 44       | 3.92     | 1.35    |
| 1994       | ヤクルト   | 19    | 11    | 1     | 0     | 0        | 1     | 6     | 0        | --          | .143  | 323   | 74.1     | 87       | 11          | 16       | 2     | 1        | 24       | 2     | 0        | 43    | 42       | 5.09     | 1.39    |
| 1996       | 横浜       | 5     | 4     | 0     | 0     | 0        | 0     | 2     | 0        | --          | .000  | 54    | 12.2     | 15       | 5           | 4        | 0     | 0        | 6        | 0     | 0        | 11    | 11       | 7.82     | 1.50    |
| 通算：10年 | 通算：10年 | 180   | 116   | 21    | 3     | 1        | 39    | 49    | 2        | --          | .443  | 3239  | 755.1    | 818      | 130         | 204      | 18    | 21       | 359      | 21    | 2        | 429   | 403      | 4.80     | 1.35    |

- 各年度の太字はリーグ最高

### 記録
初記録
- 初登板：1983年4月26日、対広島東洋カープ1回戦（明治神宮野球場）、8回表に4番手として救援登板・完了、2回2失点
- 初奪三振：同上、8回表に衣笠祥雄から
- 初先発・初勝利：1983年5月19日、対阪神タイガース6回戦（明治神宮野球場）、5回無失点
- 初完投勝利：1985年8月9日、対読売ジャイアンツ18回戦（後楽園球場）、9回3失点
- 初完封勝利：1985年9月26日、対読売ジャイアンツ25回戦（後楽園球場）
- 初セーブ：1986年5月21日、対阪神タイガース9回戦（阪神甲子園球場）、8回裏に3番手として救援登板・完了、2回無失点

その他の記録
- オールスターゲーム出場：1回（1986年）

### 背番号
- 11（1983年 - 1995年）
- 47（1996年）
- 75（2004年 - 2007年）
- 72（2008年 - 2013年）
- 85（2018年 - 2021年）

## 関連情報

### CM
- ジョア（ヤクルト）[32]

### 歌
- ビクトリー（メインボーカルは細川たかし。1984年4月1日発売。原辰徳・岡田彰布・高橋慶彦・宇野勝・遠藤一彦と共にコーラス参加）

### 出演番組
（野球解説者として）
- ゴールデンナイター・パワーアップナイター・プロ野球中継（テレビ朝日）
- 文化放送ライオンズナイター
- 文化放送ホームランナイター
- HBCファイターズナイター（関東からの中継を担当）
- NHKプロ野球
- NHK BS1 MLB中継
- サンデースポーツ（NHK）

### 書籍
- 実録まんが荒木大輔（ダイナマイト鉄絵 学研アイドルコミックス）